# Alarmierungskonzept
Auf Antrag der Genehmigungsbehörde muss der Veranstalter einer Veranstaltung ein Alarmierungskonzept erstellen. Es kann als Anlage zum Sicherheitskonzept oder als Teil des Räumungskonzepts gefordert werden.

## Inhalt
In diesem Konzept müssen diverse Aspekte beschrieben werden, dazu zählen:
- Verantwortliche Personen
- Aufgaben, Qualifikation, Ausrüstung und Zuständigkeiten der Akteure
- Benennung der Person, die final den Alarm auslöst
- Ablauf vor und nach einem Alarm
- Aufzählung und örtliche Beschreibung der vorhandenen Alarmanlagen
- Mustertexte für Durchsagen[1]

## Rechtliche Grundlagen
- Gesetze über die allgemeine Sicherheit und Ordnung
- Muster-Versammlungsstättenverordnung
- § 10 Abs. 2 Arbeitsschutzgesetz[2]